# Alrik (musikalbum)
Alrik är ett album från 1973 av den svenska sångerskan Monica Törnell.

Inspelningen skedde på Ljudkopia Studio i Stockholm, oktober-november 1973. Producenter var Birger Engström och Lasse Svensson och tekniker Lars Gustafson. Arrangemang Björn J:son Lindh - Janne Schaffer - Stefan Brolund - Ola Brunkert (sid. 1:1, 2, 3, sid. 2:1,2), Bo Dahlman (sid. 1:4 och 2:4). Skivnumret är Philips 6316 033. 

## Låtlista

### Sida 1
1. Öje brudmarsch (trad.arr. Monica Törnell, text: Monica Törnell)
2. Magical Fountain (John Bundrick)
3. Inte äger jag gods och guld (dalpolska upptecknad på Nicolai polisstation) (Pim-Pim)
4. Morgonmarsch (Bo Dahlman - Owe Junsjö)
5. En Alrik (Monica Törnell)

### Sida 2
1. Kulan (Janne Schaffer - Monica Törnell)
2. Varför (Anders Henriksson - Peter Lundblad - Anders F. Rönnblom)
3. Suplåt (trad.arr. Monica Törnell, text: Monica Törnell)
4. Jag går min väg (Bo Dahlman)
5. Näckens dotter (Kenth Burvall - Roland Lindqvist)
6. Han gick på ängen (Monica Törnell)

## Medverkande musiker
- Ulf Anderson, flöjt
- Stefan Brolund, bas, percussion
- Ola Brunkert, trummor
- John "Rabbit" Bundrick, piano
- Bo Dahlman, gitarr, bas
- Björn J:son Lindh, piano, elpiano, klarinett, flöjt
- Janne Schaffer, gitarr, akustisk gitarr
- Björn Ståbi, fioler
- Lasse Svensson, percussion
- Christer Wickman, piano